# Hertugdømmet Parma
Hertugdømmet Parma (italiensk: Ducato di Parma) var et lille land i det nordlige Italien, som eksisterede af flere omgange. Det blev oprettet som hertugdømme til Pave Paul 3.s uægte søn, Pier Luigi Farnese i 1545. I en periode hed det Hertugdømmet Parma og Piacenza.
Under Napoleon blev området annekteret af Frankrig i 1802, men atter oprettet i 1814. Landets sidste hertug var den kun 11 år gamle Robert 1. af Parma. Efter en revolution i 1859 blev det en del af Mellemitaliens Forenede Provinser, som senere annekteredes af Kongeriget Sardinien.

## Hertug(ind)er af Parma
- 1545–1547 Pier Luigi Farnese
- 1547–1586 Ottavio Farnese
- 1586–1592 Alessandro Farnese
- 1592–1622 Ranuccio 1. Farnese
- 1622–1646 Odoardo Farnese
- 1646–1694 Ranuccio 2. Farnese
- 1694–1727 Francesco Farnese
- 1727–1731 Antonio Farnese
- 1731–1735 Karl 3. af Spanien
- 1735–1740 Karl 6., Tysk-romersk kejser
- 1740–1748 Maria Theresia af Østrig
- 1748–1765 Filip 1.
- 1765–1802 Ferdinand 1.
- 1814–1847 Marie Louise af Østrig
- 1847–1849 Karl 2.
- 1849–1854 Karl 3.
- 1854–1859 Robert 1.